# Nachman Aronszajn
Nachman Aronszajn (Varsóvia, 26 de julho de 1907 — Corvallis (Oregon), 5 de fevereiro de 1980) foi um matemático estadunidense nascido na Polônia, de origem judáica asquenaze.
O campo de estudo principal de Aronszajn foi a análise matemática, tendo contribuído também com a lógica matemática.